# شیشه‌گری

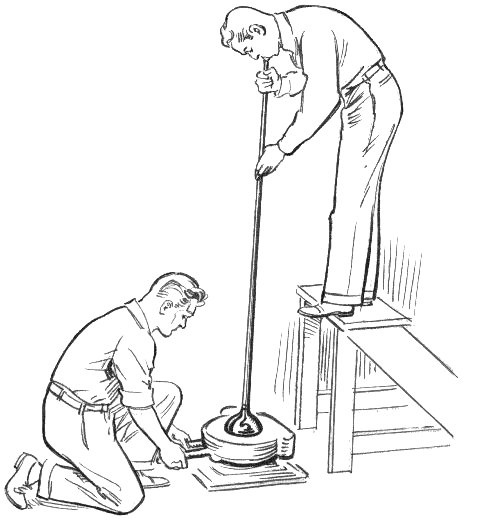

شیشه‌گری هنر شکل‌دادن به شیشه است. هنرمند در این هنر، ابتدا ماده شیشه را حرارت می‌دهد تا نرم و نیمه مایع شود ؛ سپس به وسیلهٔ دستها یا ابزار مخصوص یا دمیدن اشکال زیبایی را با آن پدید می‌آورد.
وقتی شیشه‌ها را از کوره خارج می‌کنند، بسیار گرم و داغ است. شیشه‌گر یک تکه از شیشه را برداشته و آن را روی لوله‌ای توخالی می‌گذارد و در آن می‌دمد تا باد شود. شیشه‌گر از شیشه‌هایی که باد می‌کند، می‌تواند بسیاری از چیزها را بسازد.
مانند لیوان، بطری و در، پنجره ،عینک و یا انواع عدسی‌های چشمی که در وسایل گوناگون مانند ذره‌بین به کار می‌روند. از شیشه می‌توان نوارهای شیشه‌ای هم تهیه کرد. حتی می‌توان شیشه را به کمک شعله آتش دو باره نرم کرده و از آن چیزهای تزیینی ساخت.در ساختن بسیاری چیزهای دیگر هم شیشه به کار می‌رود. مانند آینه و نیز می‌توان از گونه ای شیشه مقاوم در برابر گرما به نام پیرکس، ابزار آزمایشگاهی و ظرف‌های آشپزخانه ساخت.
از ابزار و مواد مورد استفاده در هنر شیشه‌گری می‌توان به ماده اصلی ساخت شیشه، سنگ سیلیس { که به منظور صرفه جویی از مخلوط خرده‌شیشه نیز استفاده می‌شود } اشاره کرد همچنین برای رنگی کردن بار شیشه نیز از اکسیدهای فلزی نظیر اکسید کبالت، مس، آهن، منگنز، گوگرد و… استفاده کرد.
هنر شیشه‌گری مانند انواع روش‌های ساخت (فوتی و قالبی) و تزئینات مکمل (نقاشی و تراش) است. نقاشی روی شیشه با ابزار لازم بر روی شیء اجرا می‌شود و بسته به نوع نقش و رنگ‌های به کار رفته یک یا چند مرحله پخت در کوره با حرارت مناسب صورت می‌گیرد. رنگ‌های مورد استفاده به صورت پودر و قابل ترکیب با حلال خاص و رنگ‌های محلول از اکسید فلزات تهیه شده‌است.
تراش روی شیشه به وسیلهٔ سنگ‌های مخصوص و ابزار فرز انجام می‌شود که در مورد اول خطوط ایجاد شده عمیق‌تر بوده و روی ظروف کاربرد بیشتری دارد. این سنگ با قابلیتهای تراش و مات کردن در تزئین کاربرد دارد.

## مواد و مصالح شیشه‌گری
۱. عناصر پایه: سیلیس یا اکسید سلیسیم ماده اصلی تمام تولیدات شیشه‌است که به صورت شن، سنگ چخماق یا سنگ چینی وجود دارد. اکسید بوریک به عنوان عنصر اصلی در ساخت شیشه استفاده می‌شود.
۲. عناصر ذوب‌کننده: این عناصر مانند سود به صورت کربنات سدیم، سولفات سدیم، استات سدیم نقطه ذوب سیلیس را پایین آورده، به ضمیر شیشه حالت قلیایی می‌دهند.
۳. عناصر تثبیت‌کننده: برای مخلوط شدن بهتر مواد اصلی و ذوب‌کننده و همچنین جلوگیری از حل شدن شیشه در مواد مختلف از این مواد استفاده می‌کنند. کربنات کلسیم از رایج‌ترین مواد تثبیت‌کننده‌است.
۴. عناصر سفیدکننده: برای خنثی کردن یک رنگ در خمیر شیشه از رنگ دیگر استفاده می‌کنند؛ مثلاً برای خنثی کردن قرمز از سبز استفاده می‌کنند.
وسایلی که در کارگاه شیشه‌گری سنتی به‌کار می‌رود:
۱. بوری (میله دم): لوله توخالی و فولادی به طول ۱۲۰ تا ۱۵۰ سانتی‌متر و قطر ۵/۱ تا ۲ سانتی‌متر است که برای برداشتن شیشه مذاب از داخل کوره به کار می‌رود.
۲. سنگ کار: از جنس سنگ یا فلز بری گرم کردن مواد روی میله دم استفاده می‌شود.
۳. قاشق چوبی: به صورت ملاته گیر که همیشه خیس است و نقش قالب را دارد.
۴. دستگاه آب: حوضچه فلزی مکعب مستطیل که دارای آب است.

## روش‌های ساخت شیشه

### روش فوتی
برداشت ماده مذاب در کوره به وسیله بوری یا میله دم که قبلاً گرم شده، ثابت کردن ماده مذاب روی نوک میله، مرمری کردن یا ورز دادن و چرخاندن آن روی میز کار و گرد کردن آن، دوباره گرم کردن خمیر شیشه روی سر میله، دمیدن در میله و ایجاد حباب کوچک در وسط خمیر سر میله، سرد کردن خمیر تا جایی که سرخی خود را از دست دهد، برداشت مجدد خمیر از کوره و ثابت کردن آن روی میله دم، قاشقی کردن خمیر سر میله یا یکنواخت کردن آن، کارهایی است که باید انجام شود تا استاد کار ساخت شیشه را آغاز نماید. از این مرحله به بعد استاد کار میله دم را گرفته، به چرخش درمی‌آورد تا شکل اولیه ظرف را بسازد. سپس آن را به دستِ پا قالبی ساز می‌دهد تا شیاری در محل اتصال شیشه و میله فلزی واگیره ایجاد کند. سپس از آن واگیره گیر میله واگیره را به ته ظرف می‌چسباند و استاد کار میله دم را از محل شیار ظرف جدا می‌کند. بعد از این مرحله، کار شکل‌دادن و ساخت و پرداخت دهانه و لگوی ظرف شروع می‌شود. در مرحله بعد دسته و تزئینات را روی آن قرار می‌دهد. در پایان ظرف را با میله واگیره به پشت بر می‌دهد تا به گرمخانه ببرد سپس کوره را خاموش می‌کنند تا اشیاء هم‌زمان با سرد شدن هوای داخل کوره خنک شوند.

### روش فوتی قالبی
در این روش، ابتدا مقداری از مواد مذاب را با میله دم از کوره برداشته، پس از آماده کردن و یک بار دمیدن در آن مقداری مواد به آن اضافه نموده گرم می‌کنند. سپس آن را در قالب قرار داده در میله دم می‌دمند تا خمیر شیشه شکل قالب را به خود بگیرد. سپس از میله دم جدا نموده، لبه کار را صاف می‌کنند و آن را به گرمخانه می‌برند، مانند انواع بطری، آبلیمو، گلاب و غیره.

### روش پرسی
ساخت در قالبهای پرس بادی نیز بیشتر برای انواع بطری به کار می‌رود، به این صورت که مقدار مناسب مواد مذاب با میله دم از کوره بر می‌دارند و آن را بسیار سریع از میله دم جدا کرده در قالب پرس قرار می‌دهند و با بستن قالب و فشار هوای وارد شده در قالب، خمیر شکل مورد نظر را می‌گیرد. سپس قالب را باز کرده، به سرعت شیء ساخته شده را خارج نموده، در گرمخانه قرار می‌دهند.

## روش تولید شیشه رنگی

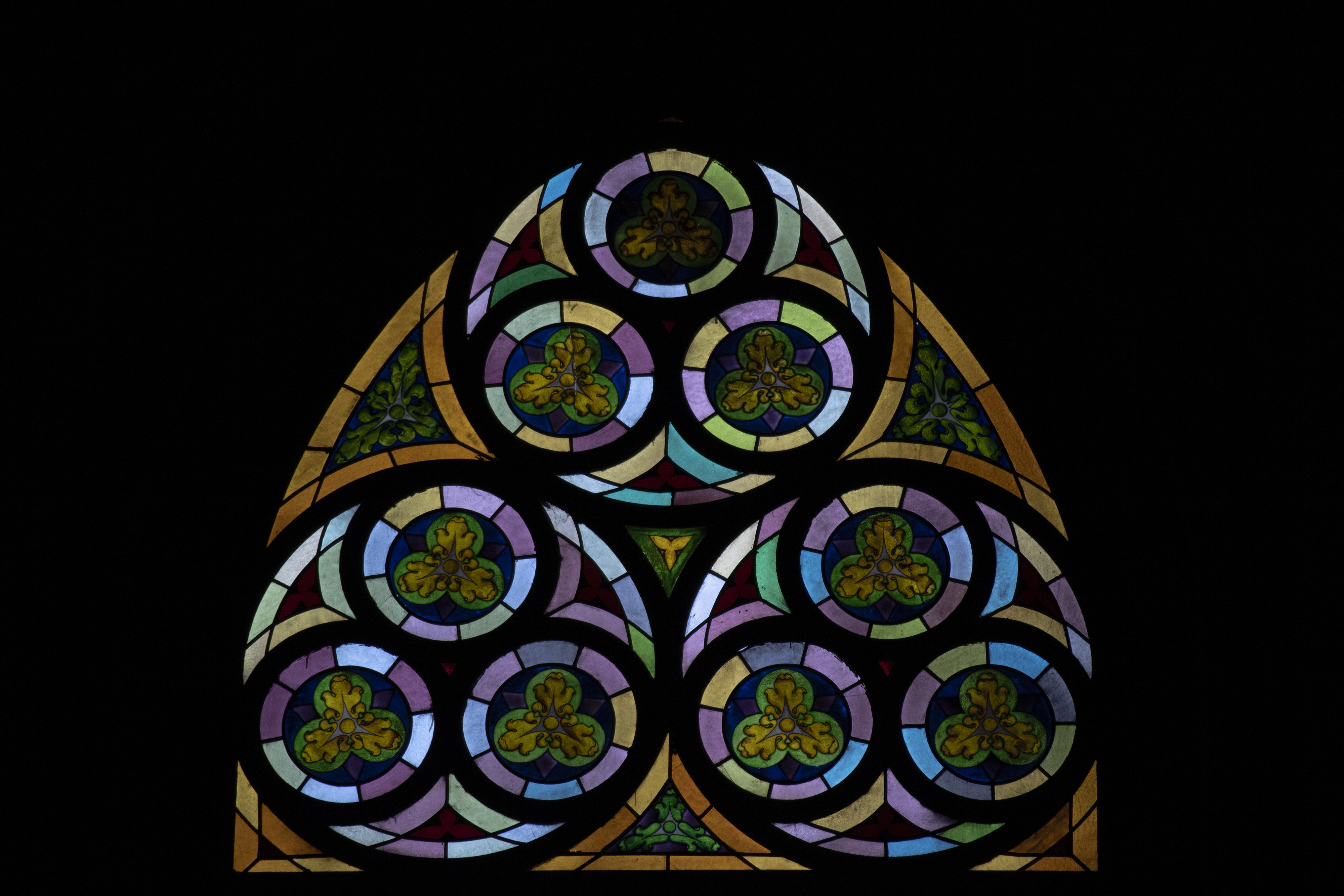
شیشه های رنگی کلیسا سن آنتونی پادوا در شهر استانبول

برای رنگی کردن شیشه، در خمیر آن از اکسیدهای فلزی به ترتیب زیر استفاده می‌کنند:
۱. اکسید آهن: رنگ سبز روشن و تیره به دست می‌آید. همچنین با افزودن اکسید کبالت به آن، آبی خیلی کمرنگ به وجود می‌آید.
۲. اکسید کرم: رنگ سبز، زرد یا آبی سبز خواهد داد.
۳. اکسید مس: معمولاً رنگ سبز یا آبی سبز خواهد داد. در بعضنمممز رنگ قرمز ایجاد می‌کند.
روش آب گز کردن
شیء شیشه‌ای ساخته شده را بعد از انبری کردن، در مقابل حرارت کوره قرار می‌دهند تا کاملاً گداخته شود. سپس آن را وارد آب کرده، به سرعت خارج می‌کنند. به این ترتیب ترکهای ریزی در بدنه پدید می‌آید سپس آن را در کوره حرارت می‌دهند تا ترک‌ها به هم جوش بخورد. بعد از آن به تمام کردن ساخت ظرف ادامه می‌دهند.

## پیشینه شیشه‌گری در ایران

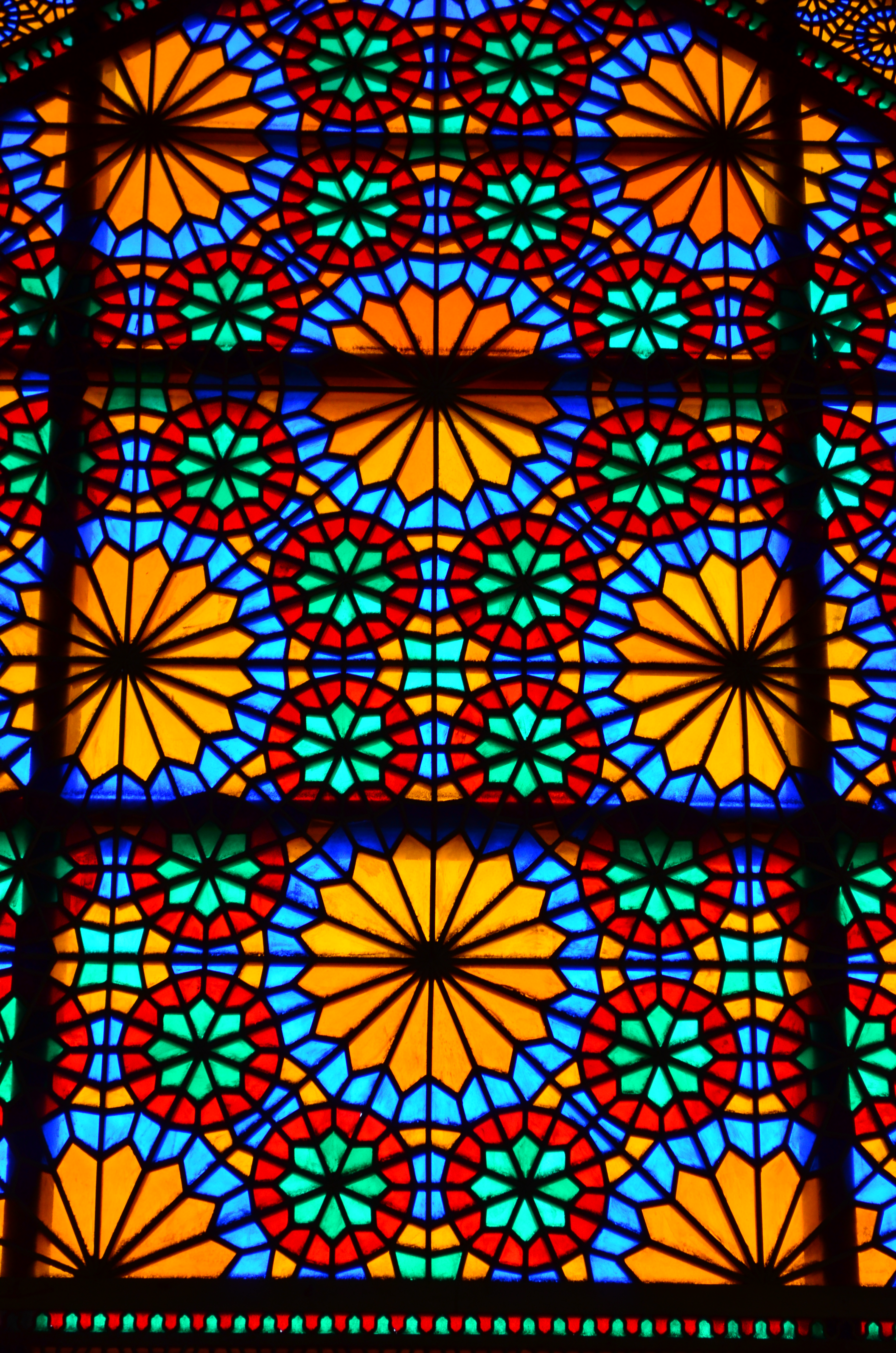
شیشه‌گری در ارگ کریم‌خان.

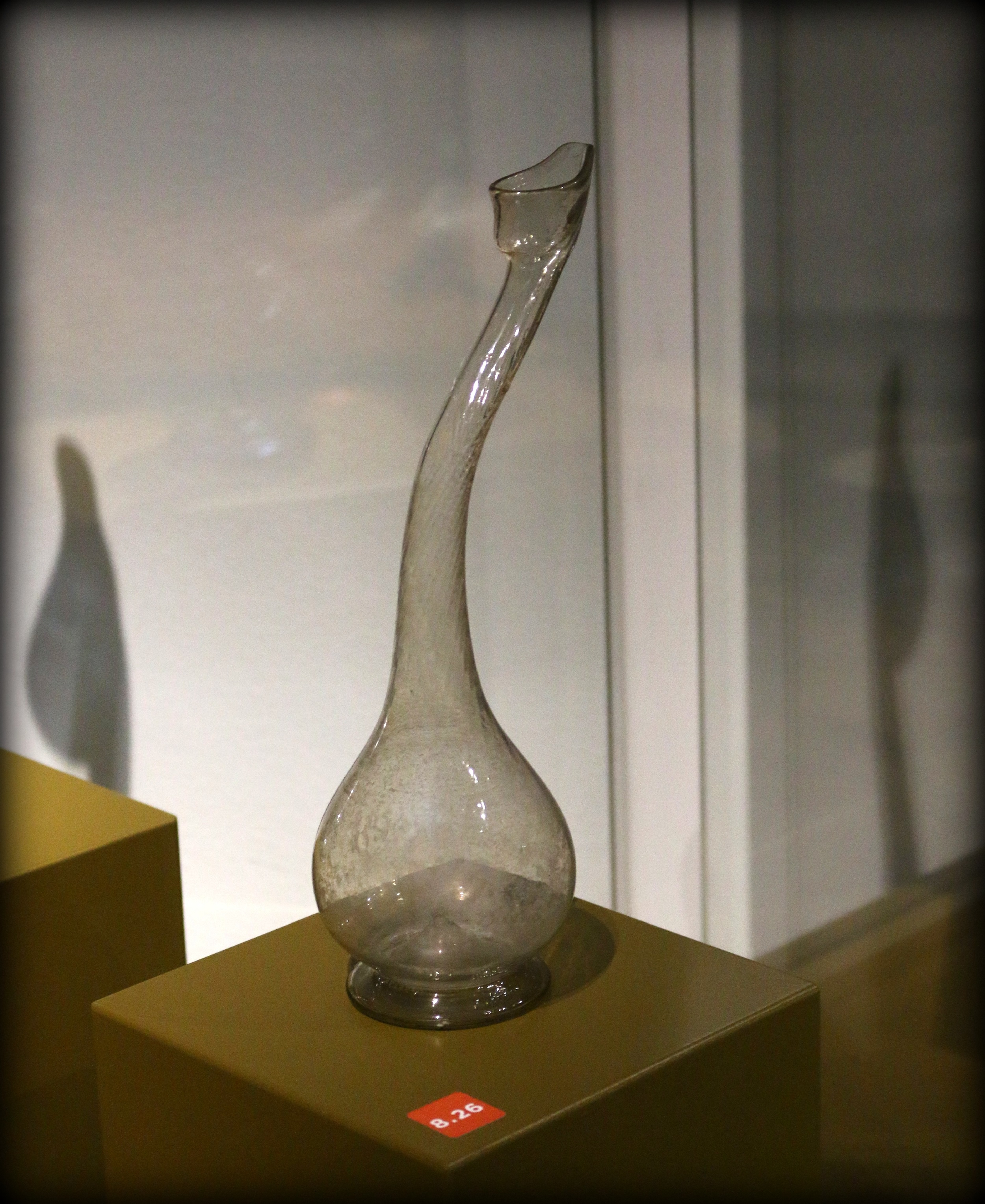
نمونه ای از هنر شیشه‌گری در دوره قاجار.

هنر شیشه‌گری یکی از کهن ترین صنایعی است که بشر به آن اشتغال داشته‌است. کاوش‌های باستان‌شناسی مارلیک هنسلود شوش  رواج شیشه‌گری در ایران باستان (عهد هخامنشی) را به اثبات می‌رساند.
شیشه دست ساز از جمله قدیمی ترین محصولات دستی است که در ایران دارای سابقه طولانی بوده است.یک گردن بند شیشه ای متعلق به 2250 سال قبل از میلاد که دارای دانه های ابی رنگ است ودر ناحیه شمال غربی ایران کشف شده ونیز قطعات شیشه ای مایل به سبز که طی کاوش های باستان شناسی در لرستان ،شوش و حسنلو به دست امده، نشان دهنده سابقه ساخت و یا استفاده ازاین صنعت در کشورمان است.                                                                                        باستان شناسان معتقدند که سومریها در هزاره سوم قبل از میلاد با شیشه، آشنایی داشته‌اند. رومن گیرشمن بطریهای شیشه‌ای زیادی از حفاریهای معبد چغازنبیل به دست آورده‌است. از زمان هخامنشیان، شواهد اندکی برای استفاده کلی از شیشه در دست است. آثار شیشه‌ای کهن نشان می‌دهد که تا پیش از سده اول پیش از میلاد، از شیشه فقط یه حالت توده‌ای استفاده می‌کرده‌اند. با کشف اشیای شیشه‌ای از زمان اشکانیان و ساسانیان می‌توان گفت صنعت شیشه‌سازی در ایران رواج کامل داشته و از دو روش ساخت «دمیدن در قالب» و «دمیدن آزاد» استفاده می‌شده‌است. از دوره سلجوقیان تا دوره مغول ظرفهای شیشه‌ای بسیار زیبا با تزیینات گوناگون به صورت مینایی، تراشیده یا با نقوش افزوده از کوره شیشه‌گران شهرهای ایران بیرون می‌آمد.
با ظهور اسلام بسیاری از شیشه و بلورسازان ایرانی به دمشق و حلب در سوریه کوچ کردند. در این دوره از تاریخ شیشه‌گری، علاوه بر تغییر کلی فرم شیشه، نقاشی و خطاطی بر روی شیشه با رنگ‌های کوره‌ای و لعاب‌های رنگی متداول شد و نوعی شیشه که اصطلاحاً مینایی نامیده می‌شود پا به عرصهٔ وجود گذاشت. دورهٔ سلجوقی (قرن ۵ و ۶هـ) نخستین دورهٔ شکوفایی شیشه‌گری در ایران پس از اسلام محسوب می‌شود.
بعدها با روی کار آمدن سلسلهٔ صفوی و توجه خاص به این رشته، کارگاه‌های شیشه‌گری در اصفهان و شیراز ساخته شد و هنرمندان، تحت تعلیم تعدادی از بلورسازان و نیزی {ایتالیایی} قرار گرفتند.